# Alege
L'alege, elege, alegi, ugbe, ou uge est une langue bendi parlée au Nigeria.

## Utilisation
L'alege est parlé par environ 16 300 personnes de tous âges en 2013, principalement dans la zone de gouvernement local d'Obudu) de l'État de Cross River au Nigeria. Beaucoup de ses locuteurs utilisent également le bete-bendi et le ukpe-bayobiri et certains l'ubang, et il est utilisé comme langue seconde par les locuteurs de l'ukpe-bayobiri et de l'ubang.

## Caractéristiques
L'alege fait partie des langues bendi, un groupe de langues nigéro-congolaises, qui ont été classées parmi les langues cross river (c'est encore le cas pour Ethnologue), mais pour Roger Blench (en) et d'autres linguistes, elles font plutôt partie des langues bantoïdes méridionales (Glottolog reprend cette classification).
Il est apparenté au dialecte bisu (gayi) de l'obanliku) et possède une similarité lexicale de 60 à 65 % avec l'ukpe-bayobiri, de 53  à   58 % avec l'ubang et de 30 à 33 % avec le bete-bendi.